# Leonardo Salimbeni
Leonardo Salimbeni (Split, 1752 – Verona, 1823) foi um matemático e engenheiro italiano.

Salimbeni: Opuscoli di geometria e balistica 1780

Salimbeni estudou na Academia Militar de Verona, onde foi aluno de Antonio Maria Lorgna, a quem sucedeu como diretor da Academia, cargo onde permaneceu depois que a academia foi deslocada em 1798 por Napoleão Bonaparte para Modena (Accademia militare di Modena).
É conhecido por suas contribuições à estática, especialmente à estática de abóbadas e arcos de alvenaria, sobre a qual publicou um livro em 1787. Precursores neste tema foram na época Lorenzo Mascheroni e, na França, Philippe de La Hire, Charles Bossut e Charles Augustin de Coulomb. Ao contrário de seus antecessores, segundo Edoardo Benvenuto também se interessou pelas forças durante a fase de construção de uma abóbada. Salimbene seguiu uma abordagem geométrica (que mais tarde expressou em fórmulas analíticas), mas foi apenas parcialmente bem-sucedido como um precursor da estática gráfica do século XIX (Benvenuto). Sua nova contribuição real pode ser encontrada em Jean-Victor Poncelet sob numerosas figuras geométricas de evidência (no estilo de autores antigos como Christiaan Huygens): Salimbene encontrou a linha de suporte de arcos de espessura transversal finita constante e descobriu que ela não correspondia à catenária idealizada de arcos infinitamente finos, como muitos outros engenheiros assumiram até o século XIX.
Em 1788 publicou um livro-texto sobre estática resultante de suas aulas. Também publicou sobre balística.

## Obras
- Opuscoli di geometria e balistica, 1780
- Degli archi e delle volte, Verna 1787
- Saggio di un nuovo corso di elementi di statica, 1788